# Fonds 1815 voor oud-militairen en nagelaten betrekkingen
Fonds 1815 is de korte naam van het 'Fonds ter Aanmoediging en Ondersteuning van den Gewapenden dienst in de Nederlanden'. Militairen, oud-militairen en hun naasten die in financiële problemen zijn gekomen kunnen een beroep doen op het steunfonds. Fonds 1815 werd ingericht bij koninklijk besluit nr. 96 van 9 november 1815 en is gevestigd in Amsterdam. 
Het fonds helpt niet alleen militairen met een veteranenstatus, maar ook anderen, al of niet in actieve dienst, dan wel hun nagelaten betrekkingen. Jaarlijks worden een groot aantal giften en leningen verstrekt. 

## Ontstaan
In de Slag bij Waterloo, in juni 1815, vochten Nederlandse militairen mee onder leiding van prins Willem van Oranje, de latere koning Willem II. Ze hadden een belangrijk aandeel in de definitieve overwinning op Napoleon. Het winnen van de veldslag ging wel ten koste van veel doden en gewonden. 
Reeds voor de Slag bij Waterloo had een aantal Amsterdamse notabelen besloten geld bijeen te brengen om slachtoffers en nabestaanden van de onvermijdelijke strijd tegen Napoleon financieel te ondersteunen. Dat was het begin van 'Fonds 1815'. Sindsdien hebben veel (oud-)militairen in nood een beroep op Fonds 1815 gedaan.

## Fondsen onder beheer
- Fonds Nationaal Huldeblijk, geschenk aan koning Willem III,  opgericht in 1874.
- Stichting Fonds Ridderdagen, opgericht in 1890. In samenwerking met de Koninklijke Vereniging van Ridders der Militaire Willems-Orde.

## Opgenomen fondsen
- Vereeniging tot Oprichting en Instandhouding van het 'Adderfonds', opgericht in 1882.
- Nationaal Fonds tot Ondersteuning van de Nagelaten Betrekkingen der in Nederlandsch-Indië Gevallen Militairen, ofwel het 'Lombokfonds', opgericht in 1894.
- Koninklijke Nationale Vereniging tot Steun aan Miliciens 'STAMIL', opgericht in 1904.
- Stichting tot steun aan Militaire oorlogsgewonden -invaliden en Nagelaten betrekkingen sinds 10 mei 1940.
- Stichting Eereschuld en Dankbaarheid', opgericht 10 mei 1940.